# Polarisierbarkeit
Die Polarisierbarkeit {\displaystyle \alpha } ist eine Eigenschaft von Molekülen und Atomen. Sie ist ein Maß für die Verschiebbarkeit von positiver relativ zu negativer Ladung im Molekül/Atom beim Anlegen eines äußeren elektrischen Feldes. Da ein elektrisches Dipolmoment induziert wird, spricht man von Verschiebungspolarisation.
Je höher also die Polarisierbarkeit ist, desto leichter lässt sich ein Dipolmoment durch ein elektrisches Feld induzieren. Die Polarisierbarkeit setzt sich zusammen aus einem elektronischen (Verschiebung der Elektronenwolke relativ zu den Kernen) und einem ionischen Anteil (Verschiebung von positiven Ionen relativ zu negativen Ionen).

## Beschreibung
Die einfachste Beziehung zwischen induziertem Dipolmoment {\displaystyle {\vec {p}}_{\text{ind}}} und der elektrischen Feldstärke {\displaystyle {\vec {E}}_{\text{lokal}}} am Ort des Moleküls lautet
{\displaystyle {\vec {p}}_{\text{ind}}=\alpha \,{\vec {E}}_{\text{lokal}}}
wobei {\displaystyle \alpha } die Polarisierbarkeit (hier ein Skalar) bezeichnet.
Allerdings ist die oben genannte lineare, isotrope Beziehung nur eine Näherung. Die Polarisierbarkeit hängt (außer bei kugelsymmetrischen Molekülen wie CCl4) von der Richtung ab, daher ist {\displaystyle \alpha } ein Tensor. Bei dem oben eingesetzten {\displaystyle \alpha } handelt es sich also um eine über alle Richtungen gemittelte Polarisierbarkeit. Bei starken elektrischen Feldern (z. B. Laser) sind zusätzlich nichtlineare Terme zu berücksichtigen. Die allgemeine Beziehung lässt sich wie folgt angeben:
{\displaystyle p_{{\text{ind}},i}=\sum \limits _{j}{\alpha _{ij}^{(1)}E_{{\text{lokal}},j}}+\sum \limits _{j,k}{\alpha _{ijk}^{(2)}E_{{\text{lokal}},j}E_{{\text{lokal}},k}}+{\mathcal {O}}\left(E_{\text{lokal}}^{3}\right)}
Man nennt {\displaystyle \alpha ^{(2)}} Hyperpolarisierbarkeit. Für axialsymmetrische Moleküle ist {\displaystyle \alpha ^{(1)}} durch die Polarisierbarkeit parallel und senkrecht zur Symmetrieachse bestimmt. Für schwere Atome sind die äußeren Elektronen weit vom Kern entfernt und somit einfacher verschiebbar als bei leichten Atomen; daraus resultiert eine größere Polarisierbarkeit.
Das lokale elektrische Feld hat im Allgemeinen mehrere Beiträge, die sich vektoriell aufsummieren:
{\displaystyle {\begin{alignedat}{2}{\vec {E}}_{\text{lokal}}&={\vec {E}}_{\text{ext}}+{\vec {E}}_{\text{p}}&&+{\vec {E}}_{\text{L}}\\&={\vec {E}}&&+{\vec {E}}_{\text{L}}\end{alignedat}}}
mit
- {\displaystyle {\vec {E}}_{\text{ext}}:} von außen angelegtes elektrisches Feld
- {\displaystyle {\vec {E}}_{\text{p}}=-{\vec {P}}/\varepsilon _{0}:} auf Dielektrikum-Oberfläche erzeugtes Polarisationsfeld (Entelektrisierungsfeld)
  - {\displaystyle {\vec {P}}:} Polarisation
  - {\displaystyle \varepsilon _{0}:} Elektrische Feldkonstante
- {\displaystyle {\vec {E}}={\vec {E}}_{\text{ext}}+{\vec {E}}_{\text{p}}:} mittleres elektrisches Feld im Dielektrikum (wie es in den makroskopischen Maxwellgleichungen vorkommt)
- {\displaystyle {\vec {E}}_{\text{L}}={\vec {P}}/(3\,\varepsilon _{0}):} Feld der Polarisationsladungen auf der Oberfläche einer fiktiven Kugel um das betrachtete Molekül (Lorentzfeld).

Die Wellenfunktion des Moleküls wird durch das Anlegen eines elektrischen Feldes gestört ({\displaystyle {\mathcal {H}}} bezeichne die Störung).
{\displaystyle {\mathcal {H}}=-{\vec {p}}_{\text{ind}}\cdot {\vec {E}}_{\text{lokal}}}

## Verbindung zu makroskopischen Größen – Permittivitätszahl
Die Clausius-Mossotti-Gleichung bringt die mikroskopisch relevante Polarisierbarkeit mit der makroskopisch messbaren Permittivitätszahl {\displaystyle \varepsilon _{r}} bzw. der elektrischen Suszeptibilität {\displaystyle \chi _{e}} in Verbindung:
{\displaystyle {\begin{aligned}{\frac {\varepsilon _{r}-1}{\varepsilon _{r}+2}}&={\frac {N}{3\,\varepsilon _{0}}}\,\alpha \\\Leftrightarrow \varepsilon _{r}&=1+{\frac {3N\alpha }{3\,\varepsilon _{0}-N\alpha }}\\&=1+\chi _{e}\end{aligned}}}
Wobei sich die Teilchendichte {\displaystyle N} berechnet zu:
{\displaystyle N={\frac {N_{A}\cdot \varrho }{M_{m}}}.}
mit
- der Avogadrozahl {\displaystyle N_{A}}
- der Dichte {\displaystyle \varrho } des Stoffes
- seiner Molmasse {\displaystyle M_{m}.}

Die Polarisierbarkeit wirkt sich auf viele Eigenschaften des Moleküls aus, zum Beispiel der Brechungsindex und die optische Aktivität. Auch die Eigenschaften von Flüssigkeiten und Feststoffen (also Ansammlungen vieler Moleküle) werden durch die Polarisierbarkeit mitbestimmt, siehe London-Kraft. Um bei Molekülen Raman-Spektroskopie anwenden zu können, muss sich die Polarisierbarkeit bei Rotation oder Schwingung des Moleküls ändern.

## Elektrische Wechselfelder – komplexe, frequenzabhängige Polarisierbarkeit
In elektrischen Wechselfeldern (z. B. Licht) wird die Materie mit der Frequenz des schwingenden E-Feldes umpolarisiert. Für höhere Frequenzen (größer als die der typischen Molekülschwingungen, ab Infrarot-Bereich) kann die Ionenpolarisation wegen der größeren Trägheit der massiven Ionen nicht mehr folgen und vernachlässigt werden. Die wesentlich leichteren Elektronen folgen dem Wechselfeld auch noch bei höheren Frequenzen (etwa bis UV-Bereich).
Eine gute Näherung für diese Frequenzabhängigkeit (Dispersion) der Verschiebungspolarisation ist die Darstellung des Moleküls als gedämpfter harmonischer Oszillator, der durch das eingestrahlte E-Feld angetrieben wird (siehe auch Lorentzoszillator):
{\displaystyle m\,{\ddot {\vec {x}}}+m\,\gamma \,{\dot {\vec {x}}}+m\,\omega _{0}^{2}\,{\vec {x}}=q{\vec {E}}_{\text{lokal}}^{0}\,e^{-i\omega t}}
wobei
- {\displaystyle {\vec {x}}} Auslenkung
- {\displaystyle m} Masse
- {\displaystyle \gamma } Dämpfungskonstante (Energieabstrahlung des Dipols = Dämpfung)
- {\displaystyle \omega _{0}} Eigenfrequenz des Oszillators (Übergangsfrequenz in Absorptionsspektrum)
- {\displaystyle q} elektrische Ladung
- {\displaystyle {\vec {E}}_{\text{lokal}}(t)={\vec {E}}_{\text{lokal}}^{0}\,e^{-i\omega t}} lokales elektrisches Wechselfeld mit der Amplitude {\displaystyle {\vec {E}}_{\text{lokal}}^{0}} und der Frequenz {\displaystyle \omega } ({\displaystyle i} ist die imaginäre Einheit).

Der stationäre Zustand, der sich mit der Relaxationszeit {\displaystyle \tau =1/\gamma } einstellt, ist die spezielle Lösung obiger inhomogener Differentialgleichung. Diese kann mit dem Ansatz
{\displaystyle {\vec {x}}(t)={\vec {x}}_{0}\,e^{-i\omega t}}
gelöst werden:
{\displaystyle \Rightarrow {\vec {x}}(t)={\frac {1}{\omega _{0}^{2}-\omega ^{2}-i\gamma \omega }}\,{\frac {q}{m}}{\vec {E}}_{\text{lokal}}^{0}\,e^{-i\omega t}}
Das induzierte Dipolmoment des Moleküls ist definitionsgemäß gegeben durch das Produkt aus Ladung und Auslenkung:
{\displaystyle {\vec {p}}_{\text{ind}}\left(t\right)=q\,{\vec {x}}(t)}
Weiterhin soll gelten:
{\displaystyle {\vec {p}}_{\text{ind}}(t)=\alpha \,{\vec {E}}_{\text{lokal}}(t).}
Damit erhält man die frequenzabhängige Polarisierbarkeit:
{\displaystyle \Rightarrow \alpha (\omega )={\frac {q^{2}}{m}}\,{\frac {1}{\omega _{0}^{2}-\omega ^{2}-i\gamma \omega }}.}
Diese ist eine komplexe Zahl, deren Realteil mit {\displaystyle {\alpha }'(\omega )} und deren Imaginärteil mit {\displaystyle {\alpha }''(\omega )} bezeichnet wird:
{\displaystyle {\begin{alignedat}{2}\alpha (\omega )&={\alpha }'(\omega )&&+\,i\,{\alpha }''(\omega )\\&={\frac {q^{2}}{m}}\,{\frac {\omega _{0}^{2}-\omega ^{2}}{(\omega _{0}^{2}-\omega ^{2})^{2}+\gamma ^{2}\omega ^{2}}}\,&&+\,i\,{\frac {q^{2}}{m}}\,{\frac {\gamma \omega }{(\omega _{0}^{2}-\omega ^{2})^{2}+\gamma ^{2}\omega ^{2}}}.\end{alignedat}}}
Fallunterscheidung:
- Für {\displaystyle \omega =0} entspricht der Realteil {\displaystyle {\alpha }'\left(0\right)={\tfrac {q^{2}}{m\omega _{0}^{2}}}} der statischen Polarisierbarkeit (wie oben) und der Imaginärteil {\displaystyle \alpha ''\left(0\right)} ist Null.
- Bei der Resonanzfrequenz {\displaystyle \omega =\omega _{0}} hat {\displaystyle \alpha '(\omega )} eine einfache Nullstelle (Vorzeichenwechsel) und {\displaystyle \alpha ''(\omega )} ein Maximum (hier absorbiert das Material am stärksten).
- Für große {\displaystyle \omega >\omega _{0}} gehen beide Funktionen gegen Null, d. h. das Molekül kann dem äußeren Feld nicht mehr folgen. Der Imaginärteil {\displaystyle \alpha ''(\omega )} hat die Form einer Resonanzkurve (in der Nähe von {\displaystyle \omega _{0}} wie Lorentzprofil mit Halbwertsbreite {\displaystyle \gamma }).

Im Allgemeinen haben reale Materialien mehrere Resonanzfrequenzen. Diese entsprechen Übergängen zwischen Energieniveaus des Atoms/Moleküls/Festkörpers. Man führt ein Gewicht {\displaystyle f_{i}} jeder einzelnen Resonanzfrequenz {\displaystyle \omega _{0,i}} ein (Oszillatorstärke), die proportional zur Übergangswahrscheinlichkeit ist. Die Gewichte werden so normiert, dass {\displaystyle \sum \limits _{i}{f_{i}}=1}.
{\displaystyle \alpha (\omega )=\sum \limits _{i}{f_{i}}\,{\frac {q^{2}}{m}}\,{\frac {1}{\omega _{0,i}^{2}-\omega ^{2}-i\gamma _{i}\omega }}}

## Verbindung zu makroskopischen Größen bei Wechselfeldern – komplexer Brechungsindex
Den Zusammenhang zwischen Polarisierbarkeit und Permittivitätszahl liefert die Clausius-Mossotti-Gleichung (hier nur eine Resonanzfrequenz betrachtet):
{\displaystyle {\begin{aligned}\varepsilon _{r}\left(\omega \right)&=1+{\frac {3N}{3\varepsilon _{0}/\alpha (\omega )-N}}\\&=1+{\frac {3Nq^{2}}{3\varepsilon _{0}m(\omega _{0}^{2}-\omega ^{2}-i\gamma \omega )-Nq^{2}}}\\&=1+{\frac {Nq^{2}}{\varepsilon _{0}m}}\cdot {\frac {1}{\omega _{1}^{2}-\omega ^{2}-i\gamma \omega }}\\&=\varepsilon _{r}^{\prime }(\omega )\,+\,i\,\varepsilon _{r}^{\prime \prime }(\omega )\\&={\frac {1}{\mu _{r}}}[n(\omega )\,+\,i\,\kappa (\omega )]^{2}\\\end{aligned}}}
Dabei ist
- {\displaystyle \omega _{1}^{2}=\omega _{0}^{2}-{\frac {Nq^{2}}{3\varepsilon _{0}m}}} die verschobene Resonanzfrequenz. Diese Verschiebung kommt von der Abweichung des lokalen elektrischen Feldes {\displaystyle {\vec {E}}_{\text{lokal}}} vom makroskopischen elektrischen Feld {\displaystyle {\vec {E}}}.
- {\displaystyle \mu _{r}} die Permeabilitätszahl, die im Allgemeinen auch komplex und frequenzabhängig sein kann. Für nicht-ferromagnetische Materialien ist {\displaystyle \mu _{r}\approx 1.}

Somit hat man den Zusammenhang hergestellt mit dem komplexen Brechungsindex {\displaystyle {\hat {N}}}, der sich aus Brechungsindex {\displaystyle n} und Absorptionskoeffizient {\displaystyle \kappa } zusammensetzt:
{\displaystyle {\hat {N}}=n+i\kappa .}